# René Trégaro
Pour les articles homonymes, voir Trégaro.
René Trégaro est un céiste français né en 1942 à Rohan (Morbihan).

## Biographie
René Trégaro, né en 1942 à Rohan dans le Morbihan, rencontre sa future femme, Gillette Trégaro, avec lequel il se lance dans le canoë biplace mixte.
En 1964, le couple s'installe à Saint-Grégoire à la suite d'une mutation de René Trégaro, et s'entraîne au canal d'Ille-et-Rance ; il effectue aussi ses entraînements à Paris au sein de l'Institut national des sports.
Le duo participe aux championnats de France de 1967 à 1971, et connaît la consécration aux Championnats du monde de descente 1969 à Bourg-Saint-Maurice, en étant médaillé d'or en C-2 mixte par équipe et terminant 4e de l'épreuve de C-2 mixte.
En 1970, le couple Trégaro fonde le Canoë Kayak Club de l'île Robinson.
René Trégaro poursuit des études pendant trois ans à Paris pour devenir professeur de sport. Il est conseiller technique régional de 1971 à 2001 ainsi qu'entraîneur national pendant quatre ans.
En 2008, il devient président du Comité régional de Bretagne.